# María Luisa Sepúlveda
María Luisa Sepúlveda Maira (* 14. August 1892 in Chillán; † 4. April 1958 in Santiago de Chile) war eine chilenische Komponistin und Musikpädagogin.

## Leben
Sepúlveda studierte am Conservatorio de Música in Santiago Klavier bei Bindo Paoli, Violine bei José Varalla sowie Harmonielehre, Kontrapunkt und Komposition bei Luigi Stefano Giarda und Domingo Brescia. Von 1912 bis 1931 war sie Professorin für Klavier am Konservatorium daneben unterrichtete sie Harmonielehre und Volksmusik an der Escuela Vocacional de Educación Artística de Santiago.
1916 gründete sie ein erfolgreiches Frauenorchester aus Studentinnen des Conservatorio National. Im selben Jahr gewann sie mit der unter dem Pseudonym Alfonso y Corbalán eingereichten Komposition Bourrée (für Klavier) den ersten Preis im Kompositionswettbewerb der Zeitschrift Zig-Zag. 1918 erlangte sie als erste Frau in Chile vor einer Kommission, die aus Enrique Soro, Giarda und Raúl Hügel bestand, ihren Abschluss als Komponistin. 1919 erhielt sie zudem ein Diplom als Sängerin.
In ihren Kompositionen verband Sepúlveda südamerikanische Folklore mit Elementen der romantischen Salonmusik des 19. Jahrhunderts. Von ihrem Interesse an der chilenischen Musikgeschichte zeugen der Cancionero chileno, eine Sammlung traditioneller chilenischer Lieder und La voz del pasado: pregones santiaguinos antiguos y otros temas folklóricos, ein Werk, in dem sie auf die Tradition des pregonero (Ausrufer) zurückgriff. Weiterhin veröffentlichte sie eine Sammlung von Volksliedern des 19. Jahrhunderts.
Neben Liedern und Klavierwerken komponierte Sepúlveda auch Werk für die Harfe und für die Gitarre sowie Orchesterwerke wie La Canción de las Corhuilas und La Trutruca. Außerdem veröffentlichte sie mehrere Lehrwerke, darunter Nuevo método de guitarra: para aprender a tocar por cifra y por música sin maestro, El amigo del niño, método para la enseñanza del piano und Cantos escolares. Für letztere erhielt sie einen Preis der Universidad de Chile.